# Lehel Csarnok
Budapest XIII. kerületében, a lebontott Lehel téri piac helyén ifj. Rajk László tervei szerint épült fel 2002-ben az a vásárcsarnok, amelyet a népnyelv, a sajtó és a kritika találóan és azonnal Kofahajónak nevezett el. Éles vitákat váltott ki az új épület mind az építészek, mind a kritika, mind a nagyközönség körében.

## Emeletek
- Metró szint
- Földszint
- Galéria szint
- 1. emelet (parkoló)
- 2. emelet (parkoló)

Megjegyzés: a második emeletre csak két lifttel lehet felmenni, a metrószintre pedig csak egy lifttel lehet lemenni, amely a főbejárat közelében található. Három lift a csarnok középső részében van.

## Története
A kezdetek óta fővárosi tulajdon és a BUDAPEST VÁSÁRCSARNOKAI Piacokat, Üzletközpontokat és Vásárcsarnokokat Üzemeltető Kft. (2021 előtt: Fővárosi Önkormányzat Csarnok és Piac Igazgatósága) kezelésében áll.

### A Lehel piac
A Váci úti temető 1890-es felszámolása után a létrejövő Ferdinánd téren (a mai Lehel tér elődje) szabadtéri piac jött létre. Ez a piac eredetileg a téren emelkedő Szent Margit-templom helyén állt, a csarnok területén ekkor még fatelep működött. A piac kedvező helyen jött létre: a már akkor nagy forgalmú Váci út mellett már állt a Ferdinánd híd, és a közelben egy vámház is működött.
Bár a piac csarnokba költöztetése már 1903-ban szóba került, 6 évvel az öt nagy budapesti vásárcsarnok átadása után, ez még sokáig nem történt meg. Elsősorban közegészségügyi aggályai voltak a hatóságoknak, emellett zavarta a polgárokat a piac rendezetlen összképe is.
Majd harminc évvel később, az éppen elinduló Angyalföldi Napló tudósítója így írt a piaci viszonyokról 1930-ban:
A második piac, ahová az angyalföldiek járnak, a Ferdinánd hídi. Hogy ez a piac mai formájában még megvan, valóságos szégyene Budapest közegészségügyének. A nyitott piac általában nem lehet tiszta, de Ferdinánd-téri piac különösen piszkos. A környéken lévő házak lakói rettegnek attól, hogy esetleg a Ferdinánd-téri piacot le találják bontani és akkor az ott kitenyésztődött patkányhad a házakat és lakásokat meg fogja rohanni. A Ferdinánd-híd vidéke meglehetősen szeles. Az illetékes hatósági közegek megállapítása szerint a Ferdinánd-téri piacról egy kisebb szellő özönével röpíti el a rothadt piaci piszkot és a piszokkal együtt a bacilusok légióját.

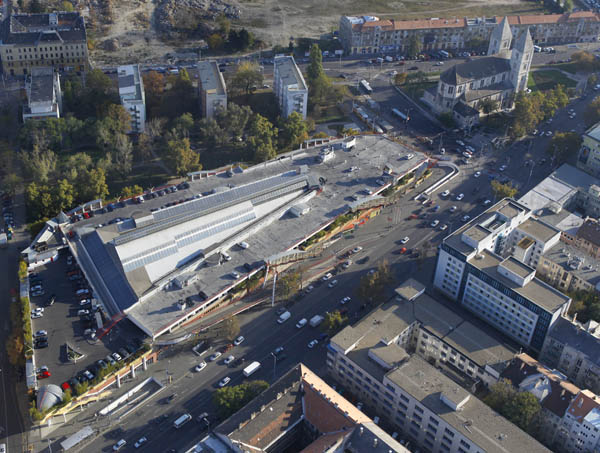
Lehel Csarnok – légi fotó

Angyalföldet elsősorban dolgozó proletárok lakják. Ha valakinek, hát az angyalföldi lakosságnak van szüksége olcsó és higiénikus piacra. Már régóta tervbe van véve egy fedett vásárcsarnok építése a Ferdinánd-téri piac helyén. Ezzel a kérdéssel kapcsolatban Angyalföld lakosságának az a kívánsága, hogy az új vásárcsarnok künn Angyalföldön épüljön föl.  Ez a kívánság annál is inkább méltányos és jogos, mert a Ferdinánd-tér az ötödik kerületben van és az ötödik kerületben van vásárcsarnok a Hold-utcában.
A templom építéséhez a piacot északabbra helyezték, a mai csarnok helyére, ehhez az ottani fatelepet a fővárosi tanács lebontatta.
A második világháború után kezdetben az áruhiány és a feketepiac rányomta a bélyegét a piac hétköznapjaira. A 60-as évektől azután nemcsak megszűnt a piacon az áruszűke, de 1964-ben már a felújítás kapcsán a következőt olvashatták az akkor Élmunkás térinek nevezett piac iránt érdeklődők:
Befejezéshez közeledik a 10 000 négyzetméteres Élmunkás téri piac rendezése is. A piac évi forgalma 250 millió forint, s így nem csoda, ha a felújításra fokozott gondot fordítanak. Már lebontották a régi bódékat, kioszkokat, s helyükön korszerű pavilonok épültek, amelyekbe már bevezették a villanyt, a vizet. A tsz-ek is új árudákba költöztek, és nagyobb raktárhelyiséget kapnak.
Az 1970-es években megjelentek a magánkereskedők, ezzel párhuzamosan kialakult a piac képe, ahogy az egészen az 1990-es évek végéig megmaradt. Az 1980-as években a zsúfoltság és a rakodással járó kellemetlenségek csökkentésére a környékbeliek peres úton kényszerítették ki a Kassák Lajos utca végén a raktárak kiépítését. 1995-ben a piacot fertőtlenítették és körbekerítették, de ekkor már csarnok építését tervezte az önkormányzat, és a terv ezúttal meg is valósult.

### Problémák a csarnok építése körül
A Lehel piacot többszöri halasztás után 2000. február 29-én zárták be, az árusoknak a Kassák Lajos és a Dévai utca kereszteződésében, a hajdani köszörűgépgyár épületében alakítottak ki átmeneti piacot, mely azonban nem készült el teljesen a zárásra.
Az építkezés megkezdését hátráltatta, hogy felmerült, a piac alatt esetleg egy régebbi izraelita temető fekszik, aminek megbolygatása komoly konfliktusokhoz vezetett volna a zsidó közösségekkel. Levéltári kutatásokkal igazolták, hogy zsidó temető a területen nem létesült, és csak ez után indult meg az épület alapozása.
Az építkezés alatt módosult az épület terve is. Az aluljáró szintjére eredetileg egy üzletet terveztek, csak utólag döntöttek a mai „Kispiac” kialakításáról. Ez az építési engedély módosítását vonta maga után, az egyéb nehézségek miatt egyébként is csúszásban lévő kivitelezés további késését eredményezve. Az eredetileg 2001. november 15-re tervezett átadást nem is tudták megtartani, és bár a beruházó november közepén még úgy gondolta, decemberre a műszaki átadáshoz szükséges készültséget elérhetik, a február 8-i nyitás idején azonban még több boltban nem volt víz. Problémát okozott az is, hogy egyes kereskedők nem tudták az üzletekben elhelyezni az előzetes alaprajz alapján beszerzett berendezéseiket, mert az átadott üzlethelyiségek eltértek a tervezettől – például oszlop állt a pult tervezett helyén.

## Külső és belső kialakítás
A piac négy felszín feletti és egy felszín alatti szinttel épült meg. A két legfelső szint parkoló, a felső nyitott, a második emeletet fedi a legfelső szint. A piac maga főként a földszinten és a galéria jelleggel kialakított első emeleten kapott helyet. Az aluljárószint egyrészt a kereskedők áruinak kirakodására szolgál, másrészt itt működik a csarnok egy viszonylag elkülönített része, a „kispiac”.
A kispiacon – csakúgy, mint a csarnok másik vége alatt – szupermarket működik, emellett többek között pékáru- és édességbolt, antikvárium és kocsma. Ez a rész közvetlenül az M3-as metróvonal aluljárójából nyílik, és a „nagy” piacnál tovább tart nyitva.

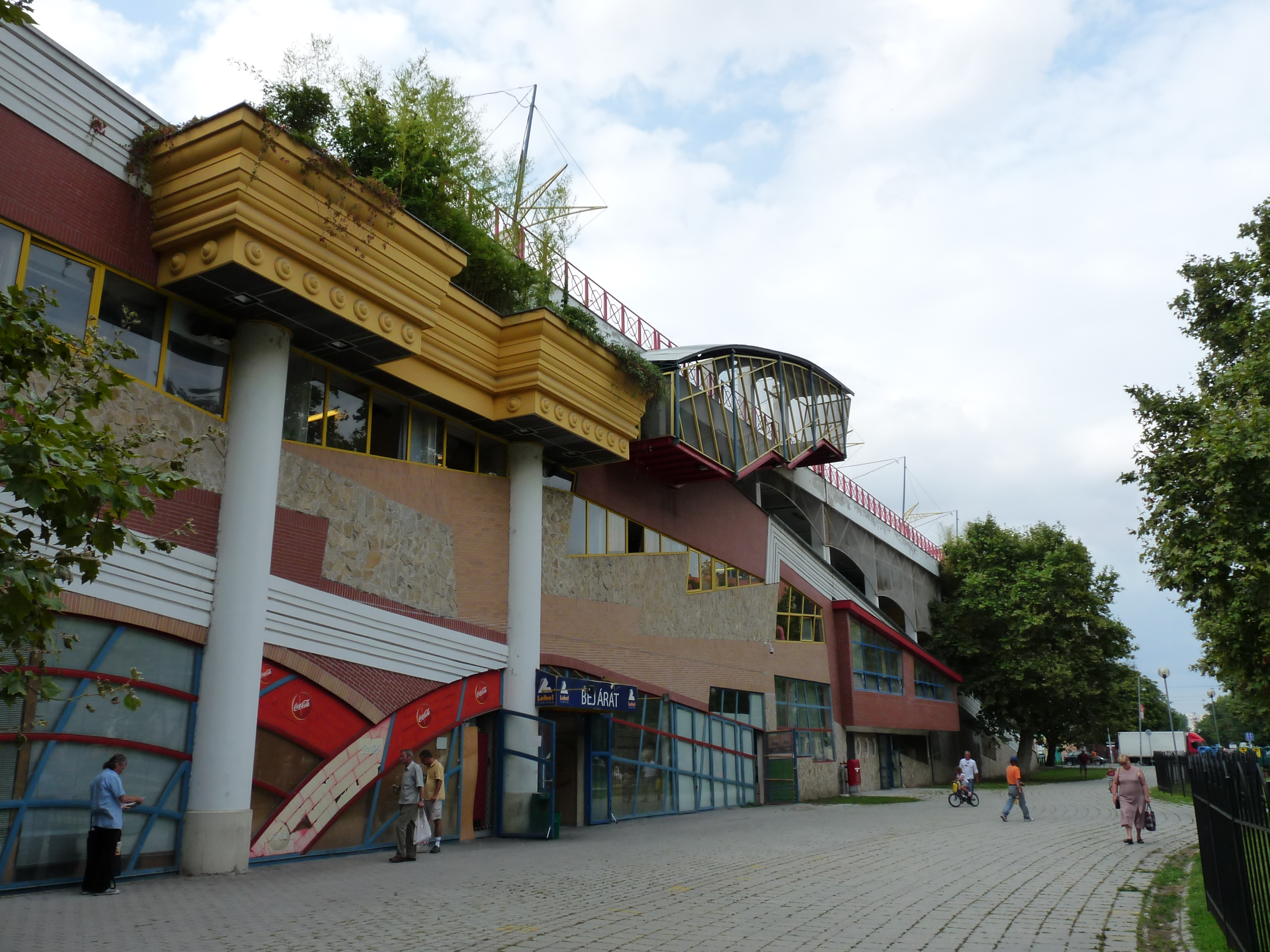
A Csarnok a park felől

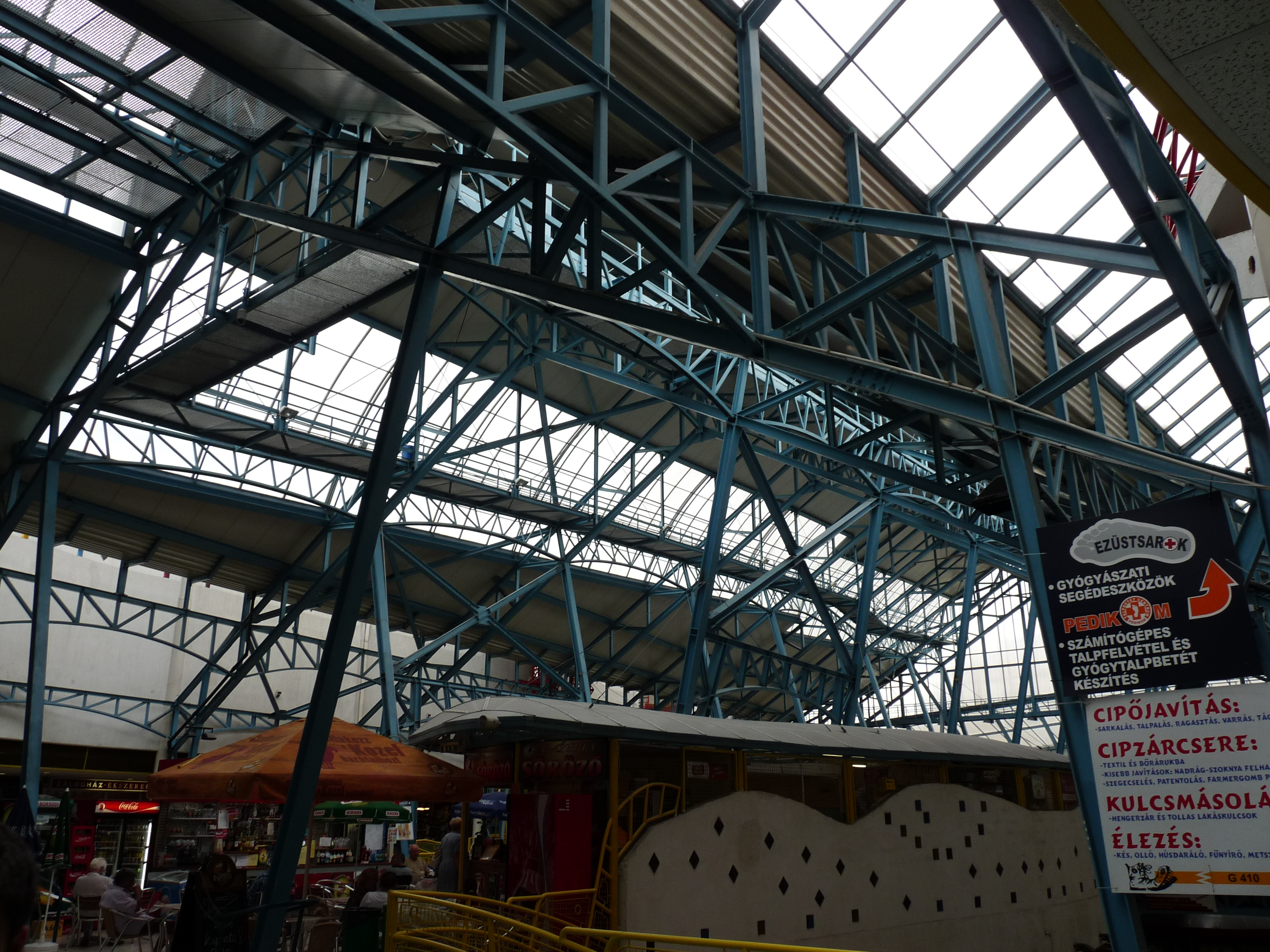
A tetőszerkezet

A piac földfelszín fölötti része, amely rengeteg vitát kavart átadása után, számos motívumot jelenít meg modern formában. A századfordulós vásárcsarnokokra emlékeztet az épület acélszerkezetes váza és a ráépített üveg tetőszerkezet; a környék régi platánfáit próbálják meg pótolni a vastag oszlopok fölött elhelyezett növénytartók. A keleti, park felőli oldalon sorakozó kerek emeleti ablakok (kajütablakok) és a csarnok főbejáratánál ferdén kiugró zászlótartó rúd (előárbóc) hajót idéznek – a Kofahajó névhez méltón. Ezt a hatást tovább fokozza a Váci út – Gogol utca sarok tatszerű kialakítása.

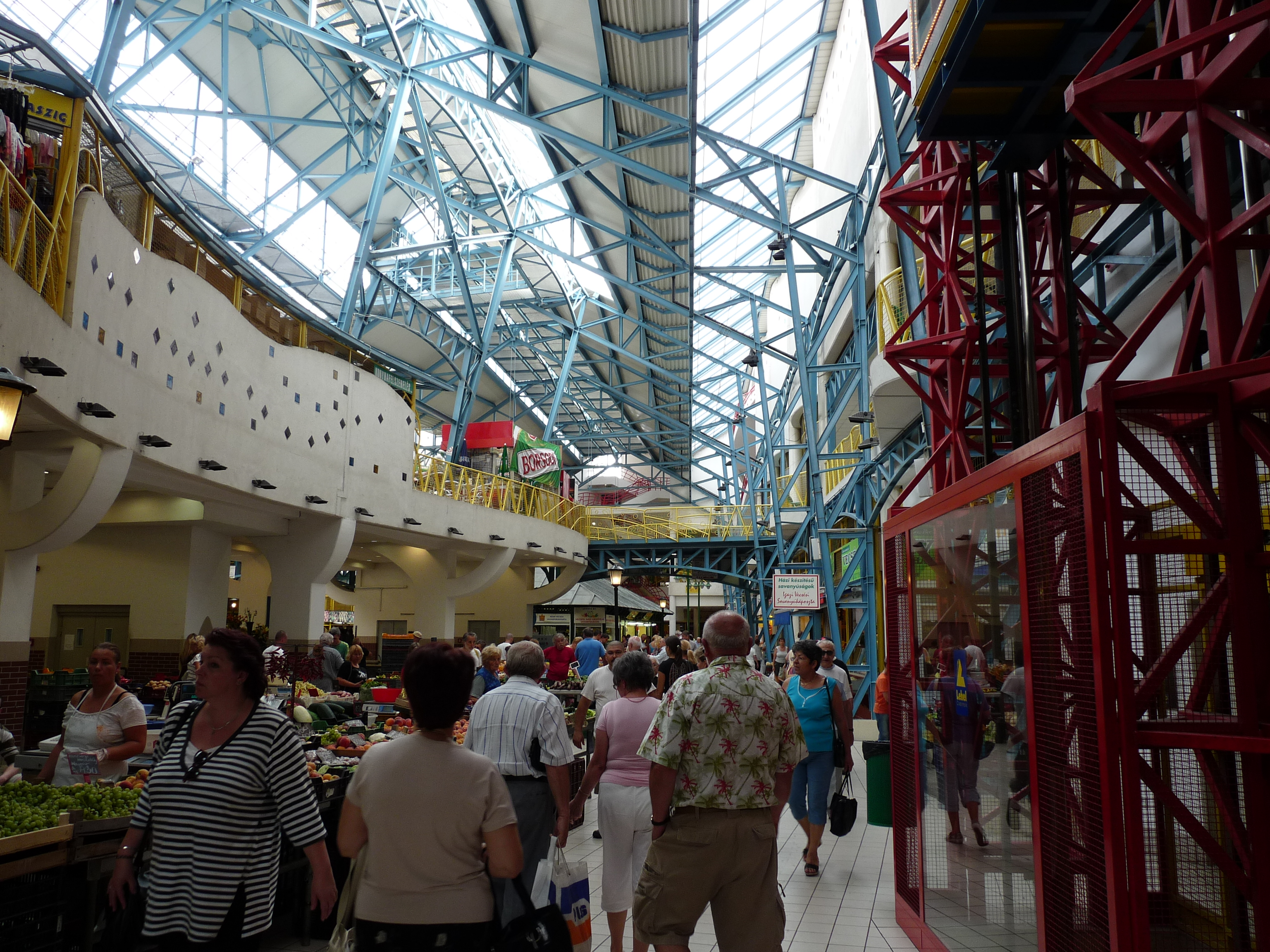
Bevásárlók a földszinten

Belül a piac sokat megőrzött a régi piac jellegéből – már amennyire ez egy posztmodern vásárcsarnokban lehetséges. A földszinten többé-kevésbé a Lehel piac szerkezetét próbálták utánozni. Középen mintegy nyolcvan őstermelői standot alakítottak ki, ahol egynapos asztalbérlésre is lehetőség van. E körül a „pszeudo skanzen” körül üzlethelyiségeket alakítottak ki a régi piac közlekedési struktúrájának megfelelően – az üzletek méretét megnövelve és a közöttük vezető utat is kiszélesítve. A bejáratok helyét is a régi elrendezés szellemében alakították ki, hogy a visszatérő vendégek gyorsabban eligazodjanak.
A történelmet idézik a központi tér utcabútorai (lámpák, padok) és a főbejárattól a piac központja felé vezető úton elhelyezett fa pavilon is. A pavilont leszámítva az üzlettulajdonosok teljes szabadságot élveznek az üzletük arculatának és berendezésének kialakításában – ezzel újjáteremtve a piac sokszínű, kissé bazári jellegét.
A galérián kaptak helyet a ruhaboltok és a hagyományos piacon nem jellemző üzletek, irodák. Működik itt posta és utazási iroda is.
Az egész épületben a színek kavalkádja veszi körül a látogatót – főleg piros, sárga és kék, a főváros színei, valamint az utcabútort és a pavilont jellemző zöld. Ha azonban alaposabban körbenéz, rendszert találhat a színek használatában. A tartószerkezet kék, a lépcsőkorlátok és a felvonó tartó váza piros színben virít, míg a vízszintes elemek sárgát viselnek kívül-belül egyaránt.

## Az épület megítélése

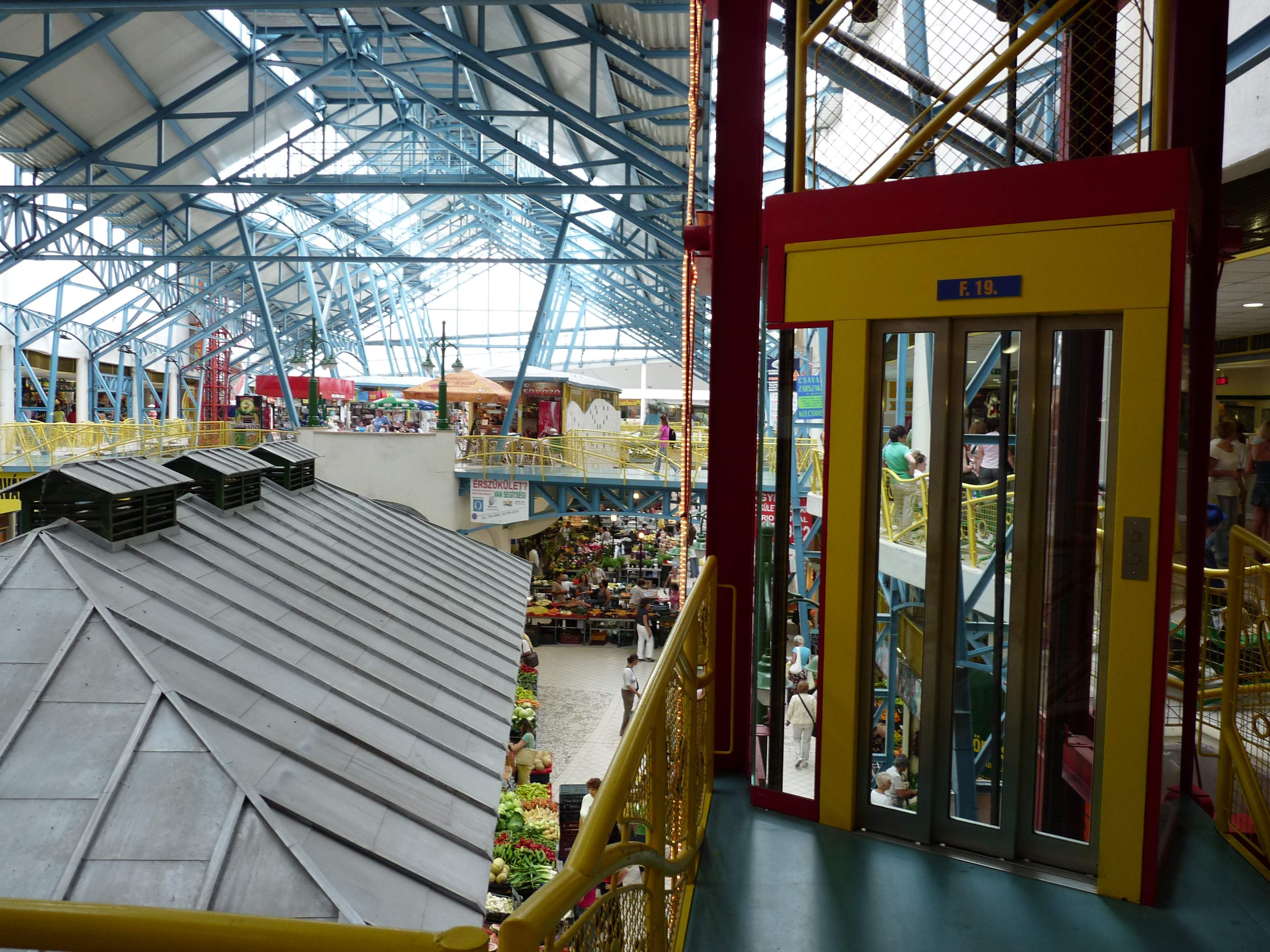
Lift és a csarnok a galériáról nézve

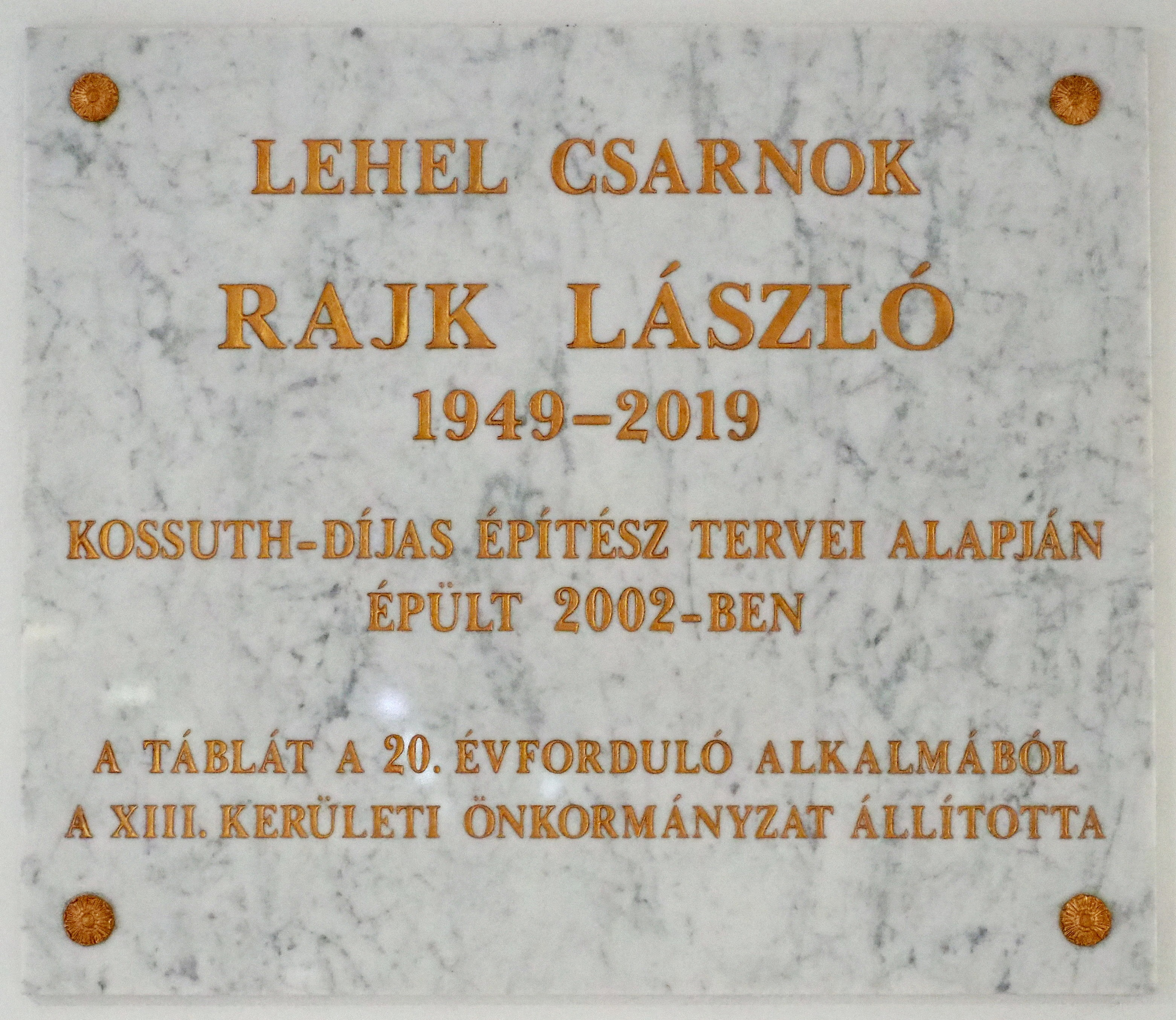
A csarnok építésének 20. évfordulós emléktáblája a galérián

Megnyitásakor senkit sem hagyott hidegen Rajk László alkotása, újszerűségével, harsányságával mindenkit állásfoglalásra késztetett. Voltak, akiknek tetszett, voltak, akiket felháborított az egész Budapesten szokatlan megoldás.
Ma már világos, hogy a Kofahajó a magyar posztmodern építészet egy jelentős műve, a modern városkép része, élő organizmus.

### Az építész szakma véleménye
Az architektúra a korabeli építészek részéről számos esztétikai jellegű kritikát kapott, ugyanakkor nem foglaltak egységes álláspontot az épület megítélésében. Beke László, tekintélyes művészettörténész szerint például a Kofahajó az ezredforduló egyik legfontosabb alkotása. A FIABCI (Nemzetközi Ingatlanszövetség) 2004-es Prix d'excellence Nemzetközi Ingatlanfejlesztési Nívódíj Pályázatán különdíjban részesült, miután egy évvel korábban a Magyar Ingatlanfejlesztési Nívódíj Pályázaton a Magyar Ingatlanszövetség különdíját nyerte el. A Bercsényi Építész Kollégium viszont hevesen bírálta, a Mester Testület pedig beszélni sem volt hajlandó róla.

### Az árusok véleménye
A piaci eladók a csarnok elkészültekor elismerték, hogy sokkal jobb körülmények között dolgozhatnak majd, mint korábban, a szabadtéri piacon. A Lehel Piaci Kereskedők Egyesülete azonban a vásárcsarnokot túl díszesnek tartotta a célra, amire használni akarták, és részben ennek tudták be a korábbi bérleti díjaknál sokkal magasabb új helyárakat. Mint elnökük fogalmazott: „csarnok helyett palota épült”.
Problémát okozott egyes kereskedőknek az üzletek alaprajza is. Rajk ugyanis tudatosan törekedett arra, hogy minél kevesebb derékszögű formát alkalmazzon, ez a helyiségek kialakításánál is megjelent; az árusok berendezései, bútorai (pultok, hűtőpultok, polcok) azonban derékszögűek.

## A Kofahajó név eredete
Ezek a hajók délről, Dunaharaszti felől hozták a kofákat Pestre a Nagycsarnokba, de nemcsak ezért hívták őket kofahajóknak, hanem mert ezeknek az oldalról kecses, ám elölről vagy hátulról meglehetősen bumfordi alkotmányoknak a két hatalmas lapátkereke a kofák sok szoknyájára emlékeztette a kortársakat.
A tervező Rajk elmondása szerint nem volt nagyon tudatos, hogy hajószerű épületet tervezzen, de munkatársai már akkor felhívták rá a figyelmet, hogy a csarnok meglehetősen hasonlít egy hajóra. Ráadásul a fenti leírás is ráillett: a Váci út felől nézve viszonylag kecses, a Lehel tér felől viszont robusztus megjelenésű. A tartószerkezet acélrúdjai is sokakat emlékeztettek árbócokra.

## Szántó Piroska festményei
Kofahajó címmel Szántó Piroska alkotott több változatban expresszionista festményeket.  Archiválva 2007. szeptember 27-i dátummal a Wayback Machine-ben  Archiválva 2007. szeptember 27-i dátummal a Wayback Machine-ben